# Mizoram
Mizoram là một bang miền Đông Bắc Ấn Độ. Thủ phủ đồng thời là thành phố lớn nhất là Aizawl. Tên bang bắt nguồn từ tiếng Mizo: Mi (người), Zo (nơi cao) và Ram (đất), do đó Mizoram có nghĩa là "đất của người cao địa". Ở miền Đông Bắc, đây là tiểu bang cực nam, và tiếp giáp với ba bang khác, là Tripura, Assam, Manipur. Nó cũng có 722 km đường biên giới với hai quốc gia láng giềng Bangladesh (giáp phân khu Chittagong) và Myanmar (giáp bang Chin).
Nhưng nhiều bang khác tại miền Đông Bắc, Mizoram trước đây là một phần của Assam, cho tới năm 1972, khi nó được tách ra như một "lãnh thổ liên bang". Nó trở thành bang thứ 23 vào ngày 20 tháng 2 năm 1987.
Dân số Mizoram là 1.091.014, theo thống kê 2011. Đây là bang ít dân thứ hai của đất nước. Mizoram có diện tích khoảng 21.087 km2. Khoảng 90% diện tích của bang được phủ rừng.
Chừng 95% dân số hiện nay có nguồn gốc từ nhiều bộ tộc khác nhau đã di cư đến nơi này, chủ yếu từ Đông Nam Á, trong một làn sống di cư đã khởi đầu từ thế kỷ 16 và diễn ra mạnh nhất vào thế kỷ 18. Đây là bang có tỉ lệ người bộ lạc lớn nhất, và họ được bảo vệ theo hiến pháp Ấn Độ như những "bộ lạc trong danh mục" (Scheduled Tribe). Mizoram là một trong ba bang với người theo Kitô giáo (87%) chiếm đa số.